# Chiến dịch Voronezh (1942)
Chiến dịch Voronezh là một trận đánh xảy ra từ ngày 23 tháng 6 đến ngày 6 tháng 7 năm 1942, trong Cuộc chiến tranh vệ quốc vĩ đại tại vị trí gần Voronezh, một thành phố có tầm quan trọng chiến lược nằm trên bờ sông Đông cách thủ đô Moskva 450 cây số về phía Nam.
Voronezh được bảo vệ bởi Tập đoàn quân 40 như một phần của Chiến dịch phòng thủ Valuyki-Rossosh (28 tháng 6 - 24 tháng 7 năm 1942) của Phương diện quân Tây Nam (Tư lệnh: Nikolai Fyodorovich Vatutin - một điều thú vị chính là Voronezh là nguyên quán của Vatutin).
Lực lượng phát xít Đức tham gia trận đánh bao gồm các đơn vị của Tập đoàn quân thiết giáp số 4 (Tư lệnh: Đại tướng Hermann Hoth) của Cụm Tập đoàn quân Nam.
Tướng Hermann Hoth, dưới chỉ thị nghiêm khắc là tránh né tất cả các trận đánh đẫm máu trên đường phố nếu không cần thiết, hạ lệnh cho các đơn vị thiết giáp của Tập đoàn quân Thiết giáp số 4 đánh chiếm một phần Voronezh vào ngày 6 tháng 7 bằng việc chiếm giữ phần ngoại ô phía bên bờ Tây của dòng sông. Tuy nhiên Tập đoàn quân thiết giáp số 4 đã vấp phản một đợt phản kích của Hồng quân Xô Viết. Sau đó Tập đoàn quân số 6 hành tiến theo hướng của Tập đoàn quân số 4, và khi Voronezh đã bị chiếm thì Tập đoàn quân số 4 tiến theo hướng Đông Nam đến hữu ngạn sông Đông với mục tiêu là Stalingrad theo kế hoạch của Chiến dịch Blau. Phải mất đến hai ngày các sư đoàn bộ binh Đức của Cụm Tập đoàn quân Nam mới đến được Voronezh và làm nhiệm vụ phòng thủ thành phố thay cho các lực lượng thiết giáp Đức. Về sau Adolf Hitler cho rằng hai ngày chậm trễ đó - cùng với nhũng khoảng thời gian kéo dài khác của chiến dịch - đã giúp Hống quân Liên Xô có thời gian tăng cường hệ thống phòng thủi tại Stalingrad trước khi Tập đoàn quân thiết giáp số 4 đến được nơi này.